# 지미 로스
지미 로스(1866년 3월 28일 ~ 1902년 6월 12일)는 스코틀랜드의 전직 축구 선수이다. 현역 시절 포지션은 공격수였다.